# Autobusna linija br. 127 u Zagrebu
Linija 127 (Črnomerec – Mikulići) dnevna je autobusna linija u Zagrebu.
Prometuje na trasi: Črnomerec – ul. Črnomerec – Fraterščica – Mikulići.
Povezuje Mikuliće i Fraterščicu s Črnomercem gdje se ostvaruje presjedanje na tramvaj.
Početno-krajnje stajalište prethodno je bilo Mikulići - Talani, a autobus se polukružno okretao unatrag jer u Mikulićima nije postojalo pravo okretište. Linija je do današnjeg okretišta produžena 31. listopada 2019.

## Izovri
1. ↑  Datoteke u GTFS formatu. zet.hr. Pristupljeno 5. lipnja 2025. - Sadrži informacije tijela javne vlasti u skladu s Otvorenom dozvolom
2. ↑  express. 30. listopada 2019. PRODUŽAVA SE AUTOBUSNA LINIJA 127: Od četvrtka će voziti do novog okretišta. ZG express. Pristupljeno 21. veljače 2025.

## Vanjske poveznice
- Vozni red linije 127